# Договір між Україною та Російською Федерацією про співробітництво у використанні Азовського моря і Керченської протоки
Договір між Україною та Російською Федерацією про співробітництво у використанні Азовського моря і Керченської протоки — це угода про море та рибальство між Україною та Росією, що була підписана 24 грудня 2003 року у місті Керч й набула чинності 23 квітня 2004 року. Під договором свої підписи поставили президент України Леонід Кучма та президент Російської Федерації Володимир Путін.

## Домовленості
Сторони, виходячи з необхідності збереження визначеної Азово-Керченської акваторії як цілісного економічного та природного комплексу, яка повинна використовуватись в інтересах України та Російської Федерації, домовилися про наступне:
1. Азовське море та Керченська протока — це історично внутрішні води України і Російської Федерації.
2. Азовське море розмежовується лінією державного кордону відповідно до угоди між Сторонами.
3. Врегулювання питань, що відносяться до акваторії Керченської протоки, здійснюється за угодою між Сторонами..
4. Торговельні судна та військові кораблі, а також інші державні судна під прапором України або Російської Федерації, що експлуатуються в некомерційних цілях, користуються в Азовському морі та Керченській протоці свободою судноплавства.
5. Українсько-російське співробітництво, в тому числі спільна діяльність у галузі судноплавства, включаючи його регулювання та навігаційно-гідрографічне забезпечення, рибальства, захисту морського середовища, екологічної безпеки, а також пошуку та рятування в Азовському морі та Керченській протоці, забезпечуються шляхом як реалізації наявних угод, так і укладення, у відповідних випадках, нових домовленостей[2][3].

## Інцидент у Керченській протоці
В контексті інциденту в Керченській протоці у 2018 році голова російського МЗС Сергій Лавров на прес-конференції в Римі сказав, що, хоча угода передбачає безкоштовне судноплавство, оскільки Азовське море є загальними внутрішніми водами, обидві сторони мають право на інспекцію, які здійснювалися в минулому без будь-яких скарг.
7 вересня 2019 року після тривалих переговорів відбувся обмін українських в'язнів на російських. Всього додому повернулося 35 українців, в тому числі — усі 24 українських моряки.
17 листопада 2019 року катери й буксир, захоплені Росією у 2018 році, були повернуті у розграбованому стані.

## Денонсація договору
24 лютого 2023 року, у річницю російського вторгнення в Україну, Верховна Рада України денонсувала всі договори з Росією щодо Азовського моря.
13 червня 2023 року, згідно Указу Президента Російської Федерації, Росія вийшла з Договору про співпрацю з Україною в Азовському морі та Керченській протоці